# Quinella
Quinella es un género de bacterias de la familia Veillonellaceae. Su única especie, Quinella ovalis, es un procariota anaerobio del rumen extremadamente grande. También era conocida anteriormente cómo "avalo de Quin".
En el atlas ilustrado de los organismos del rumen de ovejas de Moir y Masson, su organismo no. 3 representa a Quinella ovalis.